# Adraneothrips vacuus
Adraneothrips vacuus är en insektsart som beskrevs av Stannard 1956. Adraneothrips vacuus ingår i släktet Adraneothrips och familjen rörtripsar. Inga underarter finns listade i Catalogue of Life.